# Aarhus (condado)
Nota linguística: Não confundir grevskab (condado) com amt (divisão administrativa)..
Århus foi um amt da Dinamarca de 1970 a 2006. Em 1.º de janeiro de 2007, a maior parte do território foi incorporada à região da Jutlândia Central. Uma pequena porção do amt foi absorvida pela região da Jutândia do Norte.

## Municípios
O amt de Århus tinha 26 municípios (populações em 01/07/2005):
| - Århus (293.932) - Ebeltoft (15.047) - Galten (11.167) - Gjern (8.181) - Grenaa (18.669) - Hadsten (11.891) - Hammel (10.884) - Hinnerup (12.146) - Hørning (8.781) - Langå (8.415) - Mariager (8.253) - Midtdjurs (7.782) - Nørhald (8.691) | - Nørre Djurs (7.692) - Odder (21.204) - Purhus (8.596) - Randers (62.483) - Rønde (7.116) - Rosenholm (10.355) - Rougsø (8.090) - Ry (11.350) - Samsø (4.153) - Silkeborg (55.460) - Skanderborg (22.374) - Sønderhald (8.600) - Them (7.037) |